# Лентивируси
Лентивируси (lente-, латински за „споро”) род су ретровируса који изазивају хроничне и смртоносне болести карактерисане дугим периодом инкубације код људи и других сисара.